# Lancer du disque masculin aux Jeux olympiques d'été de 2012
Navigation
Pékin 2008 Rio 2016
Le concours du lancer du disque masculin aux Jeux olympiques de 2012 a lieu le 6 août pour les qualifications, la finale aura lieu le 7 août dans le Stade olympique de Londres.
Les limites de qualifications étaient de 65,00 m pour la limite A et de 63,00 m pour la limite B.

## Records
Avant cette compétition, les records dans cette discipline étaient les suivants :
| Record du monde  | 74,08 m | Jürgen Schult     | Allemagne de l'Est | 6 juin 1986  | Neubrandenburg |
| Record olympique | 69,89 m | Virgilijus Alekna | Lituanie           | 23 août 2004 | Athènes        |

## Médaillés
| Or             | Argent       | Bronze      |
| Robert Harting | Ehsan Hadadi | Gerd Kanter |

## Résultats

### Finale (7 août)
| Rang               | Athlète           | Nationalité     | 1er   | 2e    | 3e    | 4e    | 5e    | 6e    | Résultat | Notes |
| ------------------ | ----------------- | --------------- | ----- | ----- | ----- | ----- | ----- | ----- | -------- | ----- |
| Médaille d'or      | Robert Harting    | Allemagne       | 67,79 | X     | 67,27 | 66,45 | 68,27 | 67,08 | 68,27 m  |       |
| Médaille d'argent  | Ehsan Hadadi      | Iran            | 68,18 | 64,09 | 67,28 | 66,98 | X     | X     | 68,18 m  |       |
| Médaille de bronze | Gerd Kanter       | Estonie         | 65,07 | 65,79 | 66,02 | 65,96 | 68,03 | 66,99 | 68,03 m  | SB    |
| 4                  | Virgilijus Alekna | Lituanie        | 67,58 | X     | X     | 66,07 | X     | X     | 67,58 m  |       |
| 5                  | Piotr Małachowski | Pologne         | 62,50 | 66,92 | X     | 67,19 | X     | X     | 67,19 m  |       |
| 6                  | Martin Wierig     | Allemagne       | 63,34 | 63,98 | X     | 65,85 | 64,79 | 65,12 | 65,85 m  |       |
| 7                  | Frank Casañas     | Espagne         | 65,56 | X     | X     | 64,92 | 65,48 | 63,16 | 65,56 m  |       |
| 8                  | Vikas Gowda       | Inde            | 64,79 | 60,95 | 63,03 | 64,15 | 64,48 | 63,89 | 64,79 m  |       |
| 9                  | Benn Harradine    | Australie       | 58,24 | 63,16 | 63,59 |       |       |       | 63,59 m  |       |
| 10                 | Erik Cadée        | Pays-Bas        | 62,40 | 62,77 | 62,78 |       |       |       | 62,78 m  |       |
| 11                 | Jorge Fernández   | Cuba            | X     | 60,04 | 62,02 |       |       |       | 62,02 m  |       |
| 12                 | Lawrence Okoye    | Grande-Bretagne | 61,03 | X     | 60,11 |       |       |       | 61,03 m  |       |

### Qualifications (6 août)
La limite de qualification est fixée à 65,00 m ou les douze meilleurs lanceurs.
| Rang | Groupe | Athlète                        | Nationalité     | 1er   | 2e    | 3e    | Résultat | Notes |
| ---- | ------ | ------------------------------ | --------------- | ----- | ----- | ----- | -------- | ----- |
| 1    | B      | Gerd Kanter                    | Estonie         | X     | 59,72 | 66,39 | 66,39 m  | Q     |
| 2    | B      | Robert Harting                 | Allemagne       | 66,22 | -     | -     | 66,22 m  | Q     |
| 3    | B      | Jorge Fernández                | Cuba            | 65,34 | -     | -     | 65,34 m  | Q     |
| 4    | B      | Lawrence Okoye                 | Grande-Bretagne | X     | 63,00 | 65,28 | 65,28 m  | Q     |
| 5    | A      | Vikas Gowda                    | Inde            | 63,52 | 65,20 | -     | 65,20 m  | Q     |
| 6    | A      | Ehsan Hadadi                   | Iran            | 65,19 | -     | -     | 65,19 m  | Q     |
| 7    | A      | Piotr Małachowski              | Pologne         | 62,08 | 64,65 | 63,96 | 64,65 m  | q     |
| 8    | B      | Martin Wierig                  | Allemagne       | 64,13 | 62,66 | X     | 64,13 m  | q     |
| 9    | B      | Benn Harradine                 | Australie       | 64,00 | X     | 61,39 | 64,00 m  | q     |
| 10   | A      | Virgilijus Alekna              | Lituanie        | 62,32 | 63,88 | X     | 63,88 m  | q     |
| 11   | A      | Frank Casañas                  | Espagne         | X     | 63,76 | 60,21 | 63,76 m  | q     |
| 12   | A      | Erik Cadée                     | Pays-Bas        | 63,55 | X     | X     | 63,55 m  | q     |
| 13   | A      | Apostolos Parellis             | Chypre          | 63,48 | 62,49 | 62,54 | 63,48 m  |       |
| 14   | B      | Mario Pestano                  | Espagne         | 63,40 | 63,36 | X     | 63,40    |       |
| 15   | B      | Bogdan Pishchalnikov           | Russie          | 61,69 | X     | 63,15 | 63,15 m  |       |
| 16   | B      | Rutger Smith                   | Pays-Bas        | 63,00 | 62,70 | 63,09 | 63,09 m  |       |
| 17   | B      | Martin Marić                   | Croatie         | 61,04 | 62,83 | 62,87 | 62,87 m  |       |
| 18   | A      | Jason Young (en)               | États-Unis      | 62,18 | X     | X     | 62,18 m  |       |
| 19   | A      | Scott Martin                   | Australie       | 58,15 | 57,67 | 62,14 | 62,14 m  |       |
| 20   | B      | Traves Smikle                  | Jamaïque        | X     | 59,59 | 61,85 | 61,85 m  |       |
| 21   | B      | Lance Brooks (en)              | États-Unis      | 61,17 | 60,59 | 59,25 | 61,17 m  |       |
| 22   | B      | Przemysław Czajkowski (en)     | Pologne         | 58,73 | X     | 61,08 | 61,08 m  |       |
| 23   | A      | Ercüment Olgundeniz            | Turquie         | X     | X     | 60,87 | 60,87 m  |       |
| 24   | B      | Gerhard Mayer                  | Autriche        | 59,40 | 60,81 | 60,27 | 60,81 m  |       |
| 25   | A      | Märt Israel                    | Estonie         | 59,60 | X     | 60,34 | 60,34 m  |       |
| 26   | B      | Omar Ahmed El Ghazaly          | Égypte          | 60,16 | 60,26 | 58,89 | 60,26 m  |       |
| 27   | A      | Aleksander Tammert             | Estonie         | 57,00 | 60,20 | 59,78 | 60,20 m  |       |
| 28   | A      | Julian Wruck                   | Australie       | 58,01 | 60,08 | 59,64 | 60,08 m  |       |
| 29   | B      | Abdul Buhari (en)              | Grande-Bretagne | 54,20 | 55,78 | 60,08 | 60,08 m  |       |
| 30   | A      | Markus Münch                   | Allemagne       | 59,95 | 59,34 | X     | 59,95 m  |       |
| 31   | B      | Jarred Rome                    | États-Unis      | X     | X     | 59,57 | 59,57 m  |       |
| 32   | A      | Robert Urbanek                 | Pologne         | 59,56 | X     | X     | 59,56 m  |       |
| 33   | B      | Sultan Mubarak Al-Dawoodi (en) | Arabie saoudite | 55,48 | 55,80 | 59,54 | 59,54 m  |       |
| 34   | B      | Mykyta Nesterenko              | Ukraine         | X     | 58,22 | 59,17 | 59,17 m  |       |
| 35   | A      | Brett Morse (en)               | Grande-Bretagne | X     | 58,18 | X     | 58,18 m  |       |
| 36   | A      | Roland Varga                   | Croatie         | 57,76 | 58,17 | 57,79 | 58,17 m  |       |
| 37   | A      | Germán Lauro                   | Argentine       | X     | 55,23 | 57,54 | 57,54 m  |       |
| 38   | B      | Danijel Furtula                | Monténégro      | 57,48 | X     | X     | 57,48 m  |       |
| 39   | A      | Jason Morgan                   | Jamaïque        | 56,25 | 56,72 | 57,46 | 57,46 m  |       |
| 40   | A      | Yunio Lastre (en)              | Cuba            | X     | X     | 57,33 | 57,33 m  |       |
| 41   | B      | Ronald Julião                  | Brésil          | X     | 56,20 | X     | 56,20 m  |       |

## Légende
Records et Performances
- AR : Record continental (area record)
- CR : Record des championnats (championship record)
- MR : Record du meeting (meet record)
- NR : Record national (national record)
- OR : Record olympique (olympic record)
- PR : Record paralympique (paralympic record)
- PB : Record personnel (personal best)
- SB : Meilleure performance personnelle de la saison (season's best)
- WL : Meilleure performance mondiale de l'année (world leader)
- WJR : Record du monde junior (world junior record)
- WR : Record du monde (world record)

Circonstances et Conditions
- DNF : N'a pas terminé (did not finish)
- DNS : N'a pas pris le départ (did not start)
- DQ : Disqualification (disqualification)
- NM : Aucun essai valable enregistré (No Mark)
- Q : Qualifié « directement » au prochain tour (ou à la prochaine compétition), lors d'une compétition majeure, grâce au classement ou à la réalisation des minima (automatic qualifier)
- q : Qualifié au prochain tour (ou à la prochaine compétition), lors d'une compétition majeure, grâce au repêchage ou à la réalisation de l'une des meilleures performances parmi celles des « non qualifiés directement » (grâce au meilleur temps ou à la meilleure distance par exemple) (secondary qualifier)